# Verwaltungsgliederung Malis

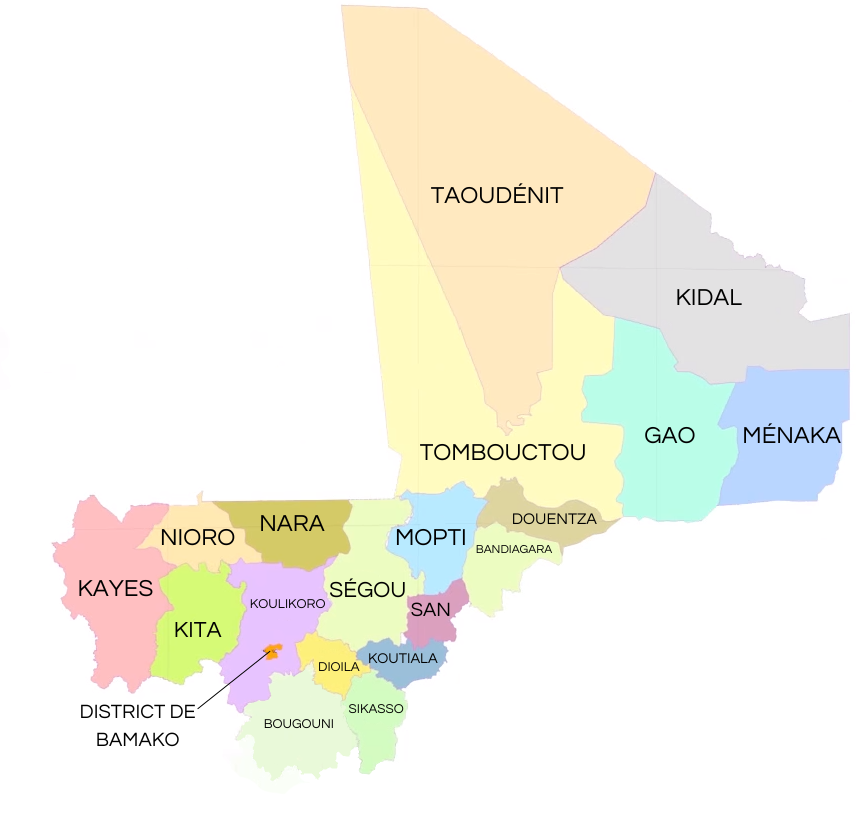
Mali besteht aus 19 städtischen Kommunen und dem Distrikt Bamako: Kayes, Nioro, Kita, Koulikoro, Nara, Bougouni, Dioila, Nara, Ségou, Sikasso, Koutiala, San, Mopti, Bandiagara, Douentza, Tombouctou, Gao, Ménaka, Kidal und Taoudénit.

Der westafrikanische Staat Mali gliedert sich auf der höchsten Ebene in acht Regionen (régions) und einen Hauptstadtdistrikt. Die Regionen teilen sich in insgesamt 49 Kreise (cercles), der Hauptstadtdistrikt umfasst die Stadt Bamako, die in sechs Gemeinden unterteilt ist.
Unterste Verwaltungsebene bilden die Gemeinden (communes), von denen es 19 städtische und 684 ländliche Gemeinden gibt.

## Regionen, Kreise und Gemeinden
- Kayes
  - Bafoulabé
  - Diéma
  - Kita
  - Kéniéba
  - Kayes
  - Nioro du Sahel
  - Yélimané
- Mopti
  - Bandiagara
  - Bankass
  - Djenné
  - Douentza
  - Koro
  - Mopti
  - Ténenkou
  - Youwarou
- Gao
  - Ansongo: Ansongo, Bara, Bourra, Ouattagouna, Talataye, Tessit, Tin-Hama
  - Bourem: Bourem, Bamba, Taboye, Tarkint, Temera
  - Gao: Gao, Anchawadi, Gabero, Gounzoureye, N'Tillit, Sony Aliber, Tilemsi
  - Ménaka: Ménaka, Alata, Anderamboukane, Inekar, Tidermène
- Kidal
  - Abeïbara, Abeïbara, Boghassa, Tinzawatene
  - Kidal: Kidal, Anefif, Essouk
  - Tin-Essako: Tin-Essako, Intadjedite
  - Tessalit: Tessalit, Adjelhoc, Timtaghene
- Koulikoro
  - Banamba
  - Dioïla
  - Kangaba
  - Koulikoro
  - Kolokani
  - Kati
  - Nara
- Ségou
  - Bla
  - Barouéli
  - Macina
  - Niono
  - Ségou
  - San
  - Tominian
- Sikasso
  - Bougouni
  - Kolondiéba
  - Kadiolo
  - Koutiala
  - Sikasso
  - Yanfolila
  - Yorosso
- Timbuktu
  - Diré
  - Goundam
  - Gourma-Rharous
  - Niafunké
  - Timbuktu